# تيد شميت
تيد شميت (بالإنجليزية: Ted Schmitt)‏ هو لاعب كرة قدم أمريكية أمريكي، ولد في 2 أكتوبر 1916 في بيتسبرغ في الولايات المتحدة، وتوفي في 11 مارس 2001 في بورت أورنج في الولايات المتحدة.

## وصلات خارجية
- تيد شميت على موقع مرجع كرة القدم المحترفة.كوم (الإنجليزية)
- تيد شميت على موقع JustSportsStats.com (الإنجليزية)